# Ballantine
Ballantine és una concentració de població designada pel cens dels Estats Units a l'estat de Montana. Segons el cens del 2000 tenia 346 habitants.

## Demografia
Segons el cens del 2000, Ballantine tenia 346 habitants, 130 habitatges, i 95 famílies. La densitat de població era de 146,8 habitants per km².
Dels 130 habitatges en un 30% hi vivien nens de menys de 18 anys, en un 61,5% hi vivien parelles casades, en un 6,2% dones solteres, i en un 26,2% no eren unitats familiars. En el 20,8% dels habitatges hi vivien persones soles el 8,5% de les quals corresponia a persones de 65 anys o més que vivien soles. El nombre mitjà de persones vivint en cada habitatge era de 2,66 i el nombre mitjà de persones que vivien en cada família era de 3,08.
Per edats la població es repartia de la següent manera: un 25,1% tenia menys de 18 anys, un 9,8% entre 18 i 24, un 23,7% entre 25 i 44, un 27,5% de 45 a 60 i un 13,9% 65 anys o més.
L'edat mediana era de 40 anys. Per cada 100 dones de 18 o més anys hi havia 110,6 homes.
La renda mediana per habitatge era de 30.417 $ i la renda mediana per família de 51.875 $. Els homes tenien una renda mediana de 35.938 $ mentre que les dones 18.125 $. La renda per capita de la població era de 16.707 $. Aproximadament el 7,8% de les famílies i el 7,4% de la població estaven per davall del llindar de pobresa.

## Poblacions més properes
El següent diagrama mostra les poblacions més properes.